# How Can You Mend a Broken Heart
"How Can You Mend a Broken Heart" là một bài hát của ban nhạc Bee Gees phát hành năm 1971, do Barry và Robin Gibb sáng tác. Bài hát là đĩa đơn chính của LP Trafalgar của nhóm. Mặt B của đĩa đơn là bài hát "Country Woman" do Maurice Gibb sáng tác. Đây là đĩa đơn lần đầu tiên đứng đầu bảng xếp hạng tại Mỹ của nhóm, và xếp thứ  #1 trên tạp chí Cashbox trong 2 tuần liền. Bài hát cũng có mặt trong phim American Hustle.
Tại Mỹ, Atco Records phát hành cả hai phiên bản mono và stereo của bài hát trên 2 mặt đĩa.

## Viết nhạc
Barry và Robin Gibb đã viết bài hát trong Tháng Tám năm 1970 cùng với "Lonely Days" khi anh em nhà Gibb hợp lại sau một thời gian chia tay và xa lánh. "Robin đã đến nhà tôi", Barry cho biết, "và buổi chiều hôm đó chúng tôi đã viết 'How Can You Mend a Broken Heart' và rõ ràng đó là một liên kết khiến chúng tôi quay trở lại với nhau. Chúng tôi gọi Maurice, đẻ cùng hoàn thành bài hát, rồi đi đến studio và một lần nữa, với chỉ 'broken heart' như là một cấu trúc cơ bản, chúng tôi đi vào studio cùng với một ý tưởng cho 'Lonely Days', và tối hôm đó cả hai bài hát được thâu âm". Họ ban đầu giao bài hát cho Andy Williams hát, nhưng cuối cùng lại tự thâu lấy.

## Tham dự
- Barry Gibb – hát chính và hát bè, acoustic guitar
- Robin Gibb – hát chính và hát bè
- Maurice Gibb – hát bè, guitar bass, piano, acoustic guitar, organ
- Geoff Bridgeford – trống
- Bill Shepherd – orchestral and strings arrangement

## Xếp hạng
| Chart (1971)                    | Peak position |
| ------------------------------- | ------------- |
| Australia (Go-Set)              | 2             |
| Australia (Kent Music Report)   | 3             |
| Belgium (Ultratop 50)           | 21            |
| Canada Top Singles (RPM)        | 1             |
| Chile                           | 2             |
| Italy (FIMI)                    | 24            |
| Malaysia                        | 1             |
| Netherlands (Dutch Top 40)      | 16            |
| New Zealand (Recorded Music NZ) | 6             |
| South Africa (Springbok Radio)  | 7             |
| US Billboard Adult Contemporary | 4             |
| US Billboard Hot 100            | 1             |
| US Cash Box                     | 1             |
| US Record World                 | 1             |

| Chart (1971)               | Position |
| -------------------------- | -------- |
| Australia (Go-Set)         | 37       |
| Belgium (Ultratop 50)      | 29       |
| Netherlands (Dutch Top 40) | 23       |